# Gracylizacja
Gracylizacja (łac. gracilis ‘smukły’) – proces w antropogenezie polegający na zmianach w szkielecie (głównie mózgoczaszce, ale nie tylko), który w toku ewolucji stawał się coraz delikatniejszy.